# 真如区
真如区，已撤销的上海市市辖区。
民国15年（1926年）由江苏省宝山县的真如乡划归上海特别市后设置。在今上海市市区西北部。以区内有真如寺得名。1938年撤，併入滬北區。1945年9月，国民政府将原真如区一分为二，沪宁铁路以北地区划入二十四区（后改大场区），以南地区划入二十五区（后改新泾区）。
1946年3月在原真如区區域基礎上設立面積差不多大的區，定为三十二区。区公所设在真如镇梨园浜1号。当时该区面积37.06平方公里，有居民7930户，约3.70万人。1947年1月，三十二区改名为真如区。1956年又撤，划归普陀、西郊二区。